# Doris Kareva

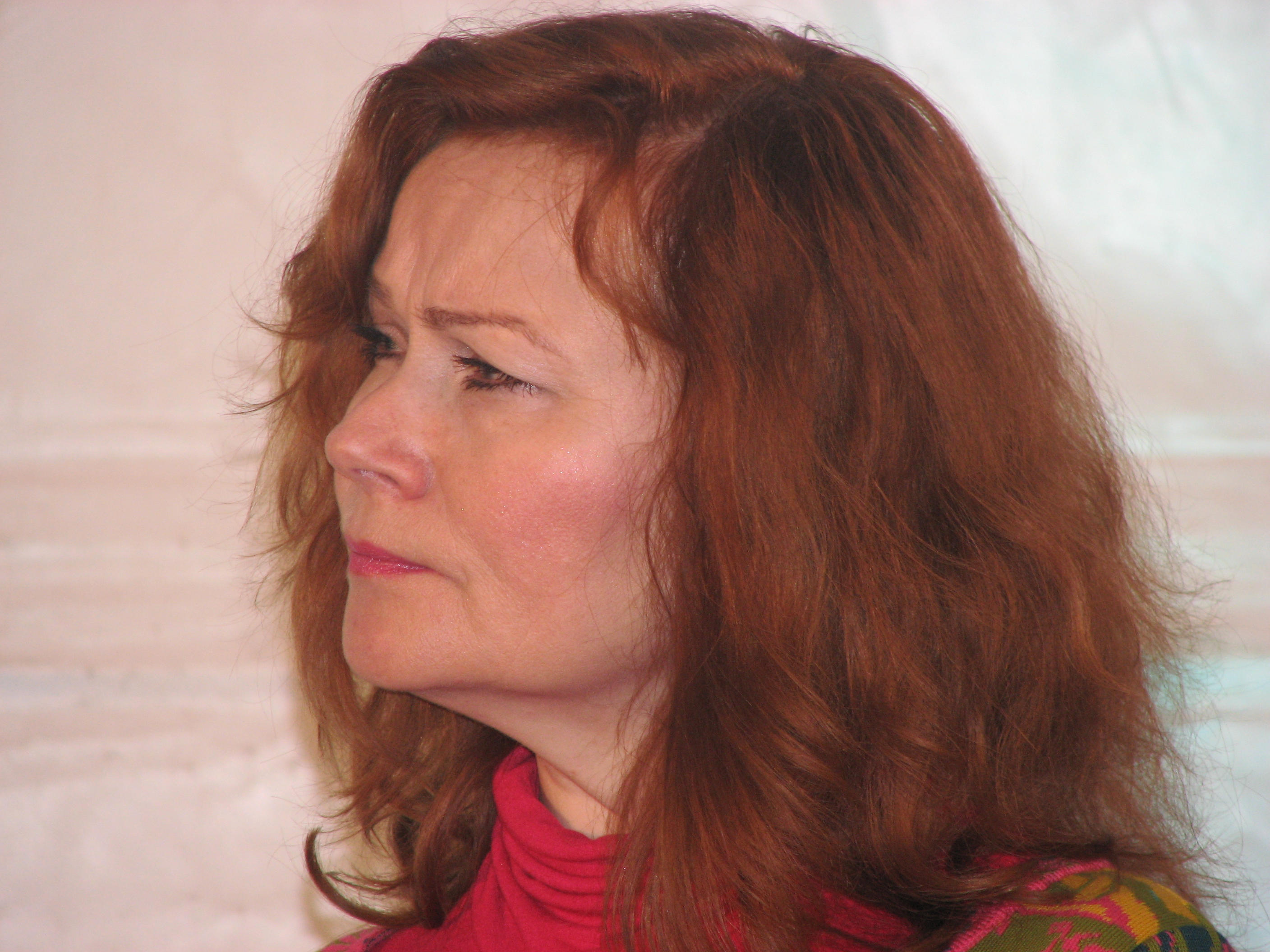
Doris Kareva

Doris Kareva, född 28 november 1958 i Tallinn, är en estnisk poet. Hon är dotter till den estniske tonsättaren Hillar Kareva (1931–1992). Mellan 1992 och 2008 var hon generalsekreterare för Unescos estniska råd.

## På svenska
- Nådatid: dikter 1978–2001 (urval och översättning Ivo Iliste och Birgitta Göranson) (Ariel/Ellerström, 2001)
- Råa ord (även bidrag av Asko Künnap och Karl Martin Sinijärv) (urval och tolkningar Kalli Klement) (Informationscentralen för estnisk litteratur (ELIC), 2005)
- Tidens gestalt (Aja kuju) (översättning Peeter Puide) (Ellerström, 2007)